# Ensam är stark
Denna artikel handlar om en amerikansk dramafilm. För en Pokémon-film, se Pokémon 2 - Ensam är stark.
Ensam är stark (The Power of One) är en amerikansk dramafilm från 1992 baserad på en roman från 1989 med samma namn skriven av Bryce Courtenay.
Filmen regisserades av John G. Avildsen. Rollerna spelades av Stephen Dorff, John Gielgud, Morgan Freeman, Armin Mueller-Stahl och Daniel Craig.

## Handling
Filmen utspelar sig under 1930- och 1940-talen i Sydafrika. Berättelsen kretsar kring pojken Peter Philip 'P.K.' Kenneth-Keith, en ung engelsk pojke som växte upp under början av apartheid, och hans liv med en tysk pianist, en svart fånge och en boxningstränare.

## Rollista
| Guy Witcher         | – PK, 7 år          |
| Simon Fenton        | – PK, 12 år         |
| Stephen Dorff       | – PK, 18 år         |
| Armin Mueller-Stahl | – Doc               |
| John Gielgud        | – St. John, rektorn |
| Fay Masterson       | – Maria Marais      |
| Morgan Freeman      | – Geel Piet         |
| Daniel Craig        | – Sgt. Jaapie Botha |